# 1 500 mètres masculin aux championnats du monde d'athlétisme 1983
Navigation
Rome 1987
L'épreuve du 1 500 mètres masculin des championnats du monde d'athlétisme 1983 s'est déroulée du 12 au 14 août 1983 dans le Stade olympique d'Helsinki, en Finlande. Elle est remportée par le Britannique Steve Cram.

## Résultats

### Finale
| Rang               | Athlète             | Pays                 | Temps         |
| ------------------ | ------------------- | -------------------- | ------------- |
| Médaille d'or      | Steve Cram          | Royaume-Uni          | 3 min 41 s 59 |
| Médaille d'argent  | Steve Scott         | États-Unis           | 3 min 41 s 87 |
| Médaille de bronze | Saïd Aouita         | Maroc                | 3 min 42 s 02 |
| 4                  | Steve Ovett         | Royaume-Uni          | 3 min 42 s 34 |
| 5                  | José Manuel Abascal | Espagne              | 3 min 42 s 47 |
| 6                  | Pierre Délèze       | Suisse               | 3 min 43 s 69 |
| 7                  | Andreas Busse       | Allemagne de l'Est   | 3 min 43 s 72 |
| 8                  | Dragan Zdravković   | Yougoslavie          | 3 min 43 s 75 |
| 9                  | John Walker         | Nouvelle-Zélande     | 3 min 44 s 24 |
| 10                 | Jan Kubista         | Tchécoslovaquie      | 3 min 44 s 30 |
| 11                 | Uwe Becker          | Allemagne de l'Ouest | 3 min 45 s 09 |
| 12                 | Mike Boit           | Kenya                | 3 min 46 s 46 |

## Légende
Records et Performances
- AR : Record continental (area record)
- CR : Record des championnats (championship record)
- MR : Record du meeting (meet record)
- NR : Record national (national record)
- OR : Record olympique (olympic record)
- PR : Record paralympique (paralympic record)
- PB : Record personnel (personal best)
- SB : Meilleure performance personnelle de la saison (season's best)
- WL : Meilleure performance mondiale de l'année (world leader)
- WJR : Record du monde junior (world junior record)
- WR : Record du monde (world record)

Circonstances et Conditions
- DNF : N'a pas terminé (did not finish)
- DNS : N'a pas pris le départ (did not start)
- DQ : Disqualification (disqualification)
- NM : Aucun essai valable enregistré (No Mark)
- Q : Qualifié « directement » au prochain tour (ou à la prochaine compétition), lors d'une compétition majeure, grâce au classement ou à la réalisation des minima (automatic qualifier)
- q : Qualifié au prochain tour (ou à la prochaine compétition), lors d'une compétition majeure, grâce au repêchage ou à la réalisation de l'une des meilleures performances parmi celles des « non qualifiés directement » (grâce au meilleur temps ou à la meilleure distance par exemple) (secondary qualifier)